# Wiesław Znyk
Wiesław Znyk (ur. 8 czerwca 1946 w Gdańsku, zm. 3 czerwca 2019 w Warszawie) – polski operator dźwięku.
Dwukrotny laureat Nagrody za dźwięk na Festiwalu Polskich Filmów Fabularnych w Gdyni oraz laureat Polskiej Nagrody Filmowej, Orzeł w kategorii najlepszy dźwięk (ponadto dwukrotne nominowany do tej nagrody).

## Filmografia
jako operator dźwięku:
- Pokuszenie (1995)
- Złoto dezerterów (1996)
- Prawo ojca (1999)
- Dług (1999)
- Wiedźmin (2001)
- Show (2003)
- Persona non grata (2005)
- Testosteron (2007)
- Lejdis (2008)
- Różyczka (2010)

## Nagrody i nominacje
- 1995 – Nagroda za dźwięk w filmie Pokuszenie na Festiwalu Polskich Filmów Fabularnych w Gdyni
- 1999 – nominacja do Polskiej Nagrody Filmowej, Orzeł za dźwięk w filmie Złoto dezerterów
- 2006 – Polska Nagroda Filmowa, Orzeł za dźwięk w filmie Persona non grata
- 2010 – Nagroda za dźwięk w filmie Różyczka na Festiwalu Polskich Filmów Fabularnych w Gdyni
- 2011 – nominacja do Polskiej Nagrody Filmowej, Orzeł za dźwięk w filmie Różyczka